# Poljé

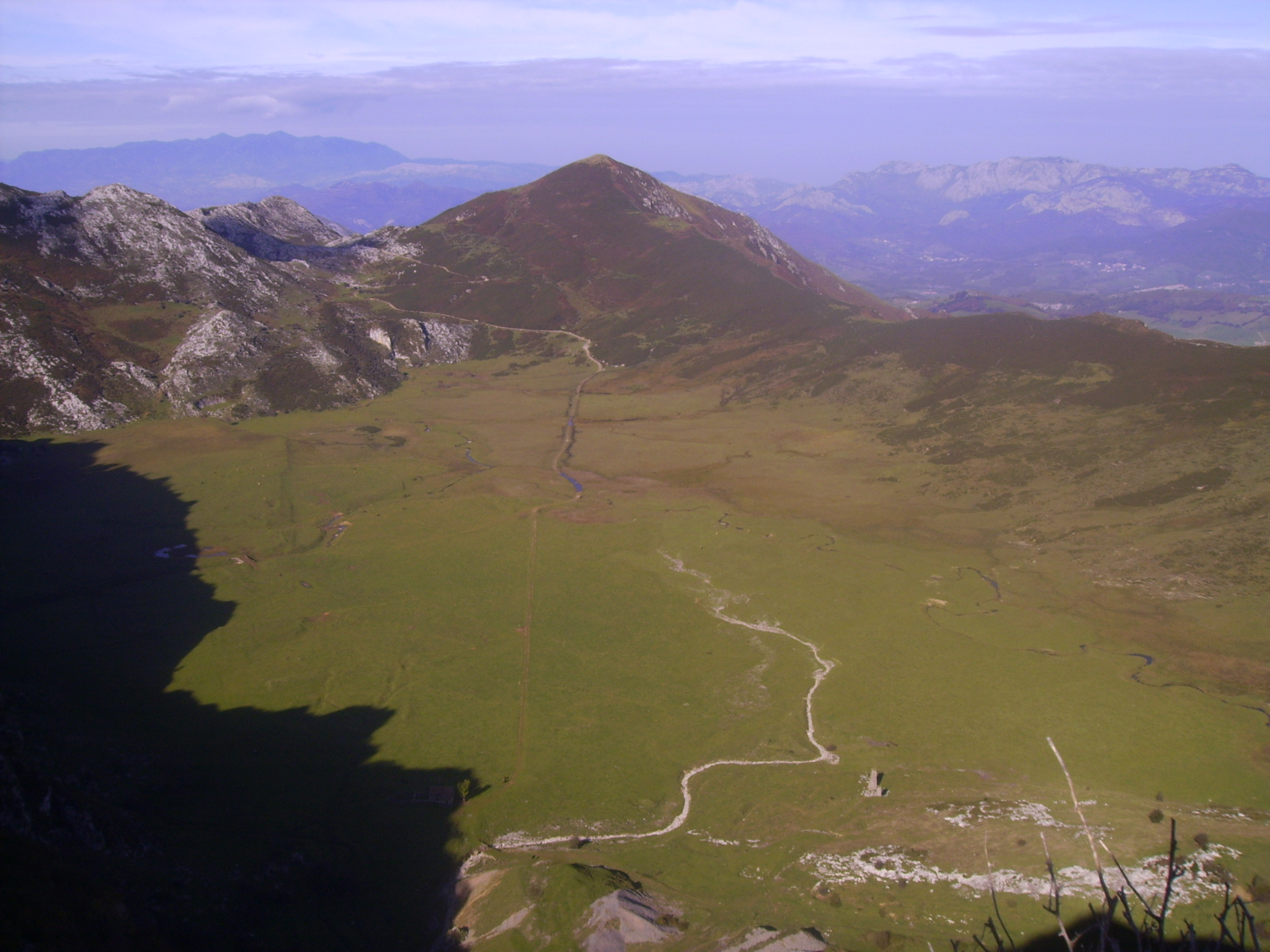
Vista del poljé de Vega de Comeya, en la parte asturiana de los Picos de Europa. En el pasado fue un antiguo lago y actualmente una turbera. Este poljé es uno de los más representativos de Europa.

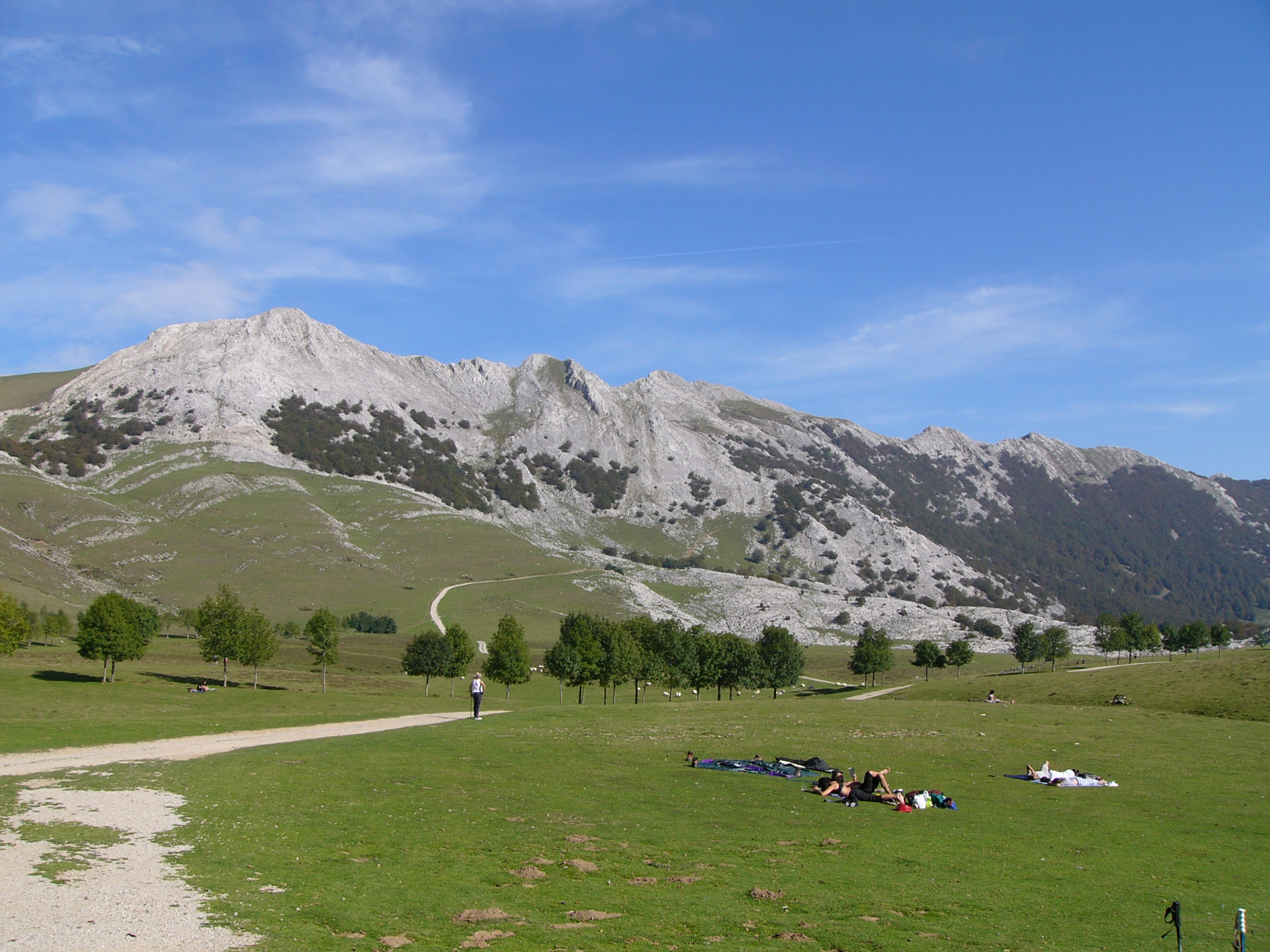
Montes de la sierra de Aizcorri al fondo, vistos desde las campas de Urbía.

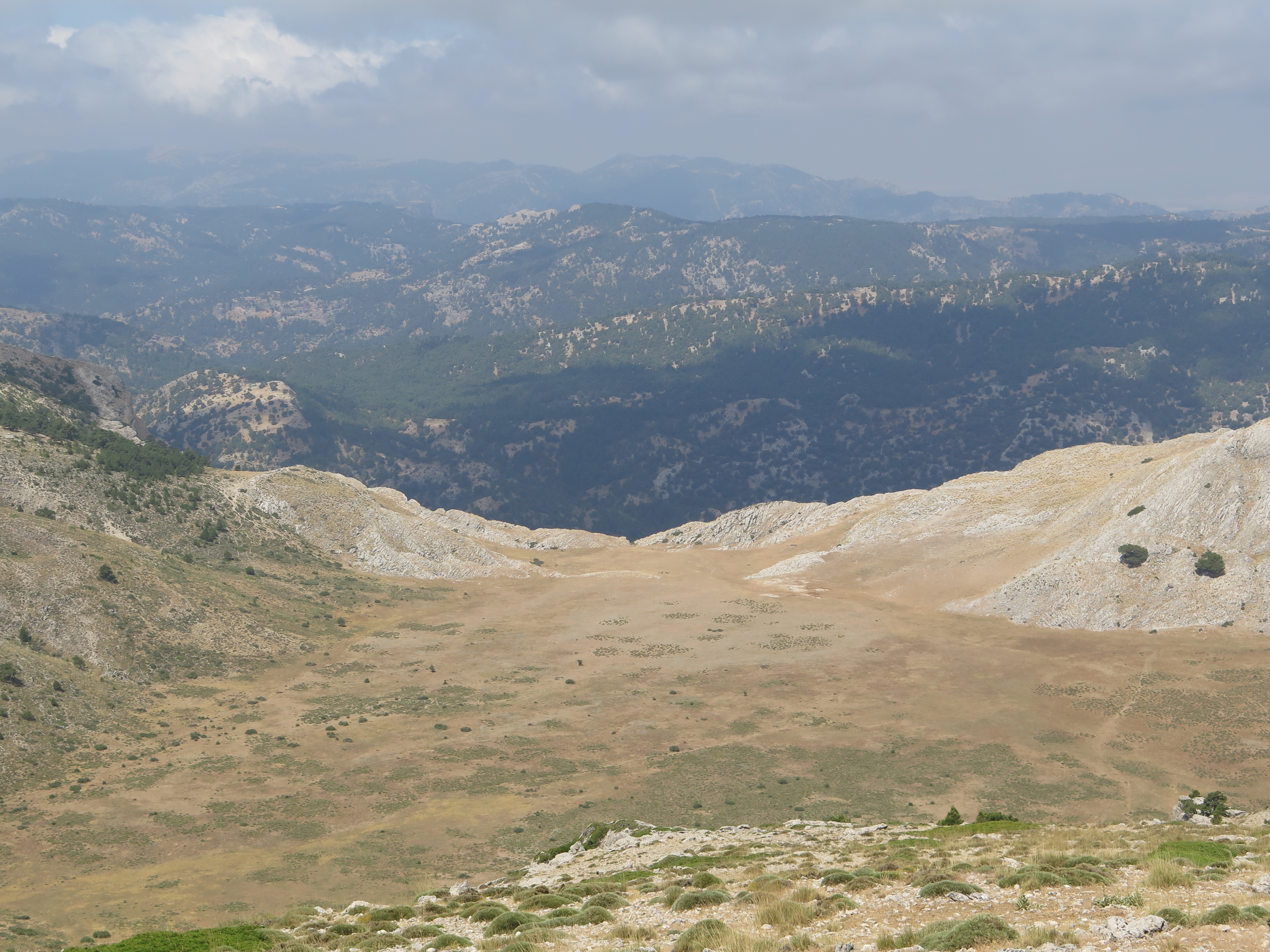
Vista del poljé de Navalasno, en el Parque natural de las Sierras de Cazorla, Segura y Las Villas.

Un poljé (del eslavo polje: "campo") es una depresión en un macizo de roca kárstica de grandes dimensiones a modo de valle alargado y cerrado, de fondo plano, de gran tamaño y contornos irregulares. Los bordes son empinados y en ellos aflora la roca caliza. Este debe su presencia a la modificación por disolución de bloques de caliza fallados o plegados hacia abajo. Suele estar recorrido por un riachuelo que desaparece súbitamente por un sumidero o pónor. El poljé puede inundarse temporalmente (o permanentemente, transformándose en un lago) si el agua superficial rebasa la capacidad de desagüe del pónor y otras grietas y sumideros, o si se eleva el nivel de las aguas subterráneas.
El fondo llano del poljé suele estar tapizado de terra rossa, una arcilla procedente de la descalcificación de la caliza. Suelen ser valles muy fértiles al funcionar como trampas de sedimentos.

## Poljés en España
- Uno de los poljés más grandes de la península ibérica está en el Llano de Zafarraya,[3] provincia de Granada (España). Se sitúa en el interior del macizo montañoso calizo de Sierra Gorda.

- Otro de los poljés más representativos es el de Vega de Comeya, en Asturias (Picos de Europa). Es uno de los más visitados por la gran amplitud que presenta y la forma tan característica que adquiere al estar rodeado por cordilleras.

- Otro ejemplo visitado y estudiado por geólogos y geomorfólogos de todo el mundo es el de Matienzo en el municipio de Ruesga (Cantabria),[4]

- El poljé de la Nava en Cabra (Córdoba),[5] dentro del parque natural de las Sierras Subbéticas.

- También en Cantabria se encuentra el poljé del término municipal de Liendo,[6] entre las desembocaduras de los ríos Asón (ría de Treto) y Agüera (ría de Oriñón).

- En la Serranía de Ronda (provincia de Málaga) destacan por sus grandes dimensiones los Llanos de Líbar,[7] entre los municipios de Benaoján, Montejaque, Jimera de Líbar, Cortes de la Frontera y Villaluenga del Rosario.

- En el País Vasco se encuentra el poljé de la sierra de Aizcorri, en el parque natural de Aizcorri-Aratz, situado en las campas de Urbía. El montañismo, la fonda y la ermita de Urbía, el ambiente pastoril y el espectacular paisaje que presenta durante todo el año hacen que sea uno de los lugares más visitados de la comunidad. Situado entre las provincias de Álava y Guipúzcoa, las campas de Urbía abarcan aproximadamente 800 hectáreas, a una altitud de entre 1000 y 1100 metros.

- En la provincia de Soria tenemos el Poljé de Conquezuela en un entorno plagado de asentamientos prerromanos, monumentos megalíticos y un espectacular campamento acheulense de cazadores de elefantes.

- En el Parque natural de las Sierras de Cazorla, Segura y Las Villas, provincia de Jaén, destacan los poljés de Navalasno y de Cañada de la Cruz, en la zona de los Campos de Hernán Pelea, que constituyen la plataforma calcárea más extensa y elevada de la península ibérica, con 144 km² y una altitud media de 1.697 m.[8][9]